# Lusinde
Lusinde ist eine Gemeinde (Freguesia) im portugiesischen Kreis Penalva do Castelo. In ihr leben 190 Einwohner (Stand 19. April 2021).